# Au cœur de l'enfer
Pour plus de détails, voir Fiche technique et Distribution.
Au cœur de l'enfer (titre original : Purple Hearts) est un film américain de Sidney J. Furie sorti en 1984.

## Synopsis
Pendant la guerre du Vietnam, Don Jardian, jeune médecin de 29 ans, compte les jours avant son retour aux États-Unis, espérant y ouvrir un cabinet et faire fortune. Mais sans y être préparé, il se retrouve à affronter le danger, la violence, la peur et l'amour.

## Fiche technique
- Titre original : Purple Hearts
- Réalisation : Sidney J. Furie
- Scénario : Rick Natkin et Sidney J. Furie
- Directeur de la photographie : Jan Kiesser
- Montage : George Grenville
- Musique : Robert Folk
- Production : Sidney J. Furie et Lope V. Juban Jr. (Philippines)
- Genre : Film de guerre
- Pays de production :  États-Unis
- Durée : 116 minutes
- Dates de sortie :
  - États-Unis : 30 mars 1984 (New York)
  - Philippines : 27 octobre 1984 (Davao)

## Distribution
- Ken Wahl (VF : Georges Poujouly) : Don Jardian
- Cheryl Ladd (VF : Frédérique Tirmont) : Deborah Solomon
- Stephen Lee (VF : Vincent Grass) : Wizard
- Annie McEnroe : Hallaway
- Paul McCrane (VF : Thierry Ragueneau) : Brenner
- Cyril O'Reilly : Zuma
- David Harris (en) (VF : Luq Hamet) : Anes
- Hillary Bailey (en) : Jill
- R. Lee Ermey (VF : Henry Djanik) : Gunny
- Drew Snyder (VF : Marc Cassot) : Lt-Col. Larimore
- Lane Smith (VF : Yves Barsacq) : Cmdr. Markel
- James Whitmore Jr. (VF : Jean-Pierre Moulin) : Bwana
- Sydne Squire : la nurse
- David Brass : Lt. Grayson
- Steve Rosenbaum (VF : Philippe Peythieu) : Schoenblum
- Hugh Gillin (VF : Jacques Dynam) : Dr Weymuth

## Autour du film
Au cœur de l'enfer est le deuxième film que Sidney J. Furie consacre à la guerre du Vietnam, après Les Boys de la compagnie C, sorti en 1978.  Comme son prédécesseur, Au coeur de l'enfer est tourné aux Philippines. Ce fut également le cas d'Apocalypse Now (1979) de Francis Ford Coppola, autre film en rapport avec la guerre du Vietnam.
R. Lee Ermey en est à son troisième film sur le conflit au Viêt Nam.  Il avait débuté avec un rôle dans Les Boys de la compagnie C  et fait une figuration en tant que pilote d'hélicoptère dans Apocalypse Now.  Il deviendra célèbre grâce à son rôle du sergent Hartman dans Full Metal Jacket.
À sa sortie, Au cœur de l'enfer est tièdement accueilli.  En 2001, Furie abordera à nouveau le conflit vietnamien avec le téléfilm Frères de guerre.   